# New Found Glory
New Found Glory is een Amerikaanse poppunkband, oorspronkelijk uit Coral Springs, Florida, nu uit Californië. De band werd opgericht in 1997.

## Biografie
New Found Glory werd opgericht midden 1997. Oorspronkelijk heette de band "A New Found Glory", maar doordat fans de cd's van de band niet konden vinden in cd-winkels liet de band de A al snel vallen. Een van hun eerste tours was met The Vacant Andys, een band van Chris Carabba die later Further Seems Forever en Dashboard Confessional oprichtte.
In juni 1997 bracht de band hun eerste ep It's All About The Girls uit op Fiddler Records. Door hun enthousiaste optredens wisten ze de hele persing van deze ep uit te verkopen. Hierna brachten ze hun eerste album Nothing Gold Can Stay uit op Eulogy Recordings, later heruitgegeven op Drive-Thru Records. Door een distributiedeal die het label had met MCA kwam New Found Glory al snel terecht op de major.
Hun eerste album dat ze voor MCA uitbrachten was getiteld New Found Glory in 2000. Met single "Hit Or Miss" wisten ze ook al een klein succesje te boeken. In 2001 konden ze dan op tour met Blink 182 en speelden ze ook op de Warped Tour.
2002 betekende het jaar van hun definitieve doorbraak met het album Sticks And Stones dat in de hitlijsten in de Verenigde Staten en het Verenigd Koninkrijk kwam. Met het album Catalyst uit 2004 wisten ze dit succes te herhalen.
Gitarist Chad Gilbert was tussendoor ook even actief in Hazen Street, samen met Freddie Cricien en Hoya van Madball, Toby Morse van H2O, David Kennedy van Box Car Racer en Mackie Jayson, ex-Bad Brains. Hij schreef het grootste gedeelte van het materiaal op hun debuutalbum maar door een exclusiviteitsclausule in het contract met Universal Music kreeg Gilbert hier toch niet de credits voor.
In september 2006 volgde het vijfde album van de band, getiteld Coming Home. De band koos voor een volwassener geluid met wat tragere en melodieuzere songs. In de herfst van 2006 toerden ze door de Verenigde Staten met The Early November en Cartel en door het Verenigd Koninkrijk met, opnieuw, The Early November en Hit the Lights.
In 2007 bracht de band From The Screen To Your Stereo part II uit wat een opvolger was van From The Screen To Your Stereo. In tegenstelling tot de eerste versie was dit een volledig album en geen ep. Op dit album staan wederom covers van bekende hits zoals Kiss Me van Sixpence None the Richer en Iris van de Goo Goo Dolls.
In 2009 kwam het nieuwe album uit van New Found Glory getiteld Not Without A Fight, met als leadsingle Listen To Your Friends.

## Discografie

### Albums
- Nothing Gold Can Stay - 1999
- New Found Glory - 2000
- Sticks And Stones - 2002
- Catalyst - 2004
- Coming Home - 2006
- From The Screen To Your Stereo part II - 2007
- Not Without A Fight - 2009
- Radiosurgery - 2011
- Resurrection - 2014
- Makes Me Sick - 2017

### Ep
- It's All About The Girls - 1997
- From The Screen To Your Stereo - 2000
- Tip Of The Iceberg - 2008

### Dvd
- The Story So Far - 2002
- This Disaster: Live In London - 2004